# Igeltjärnen (Leksands socken, Dalarna)
Igeltjärnen är en sjö i Leksands kommun i Dalarna och ingår i Dalälvens huvudavrinningsområde.